# المشاركون الأولمبيون المستقلون في الألعاب الأولمبية الصيفية 1992
خلال دورة الألعاب الأولمبية الصيفية لعام 1992 في برشلونة بإسبانيا ، تنافس رياضيون من يوغوسلافيا ومقدونيا كمشاركين أولمبيين مستقلين . لا يمكن للرياضيين المقدونيين الظهور تحت علمهم لأن اللجنة الأولمبية الوطنية الخاصة بهم لم يتم تشكيلها بعد. كانت يوغوسلافيا (المعروفة أيضًا باسم صربيا والجبل الأسود ) تخضع لعقوبات الأمم المتحدة التي منعت البلاد من المشاركة في الألعاب الأولمبية. ومع ذلك، سُمح للرياضيين اليوغوسلافيين منفردين بالمشاركة كمشاركين أولمبيين مستقلين (وكمشاركين مستقلين في أولمبياد المعاقين في دورة الألعاب الأولمبية الصيفية لعام 1992 ).
شارك 58 متسابقًا (52 من يوغوسلافيا سابقا،  6 من جمهورية مقدونيا) ، 39 رجلاً و 19 امرأة، في 54 فعالية في 13 رياضة. فاز ثلاثة رياضيين بميداليات في عام 1992 كمشاركين أولمبيين مستقلين، وكلهم في الرماية .

## قائمة الحائزين على الميداليات
| ميدالية       | اسم                | الجنسية                | رياضة   | فعالية                       |
| ------------- | ------------------ | ---------------------- | ------- | ---------------------------- |
| وصلة= فضية    | جاسنا شكاريتش      | وصلة=\|حدود يوغوسلافيا | الرماية | المسدس الهوائي 10 م سيدات    |
| وصلة= برونزية | أرانكا بيندر       | وصلة=\|حدود يوغوسلافيا | الرماية | البندقية الهوائية 10 م سيدات |
| وصلة= برونزية | ستيفان بليتيكوسيتش | وصلة=\|حدود يوغوسلافيا | الرماية | بندقية 50 م رجال منبطحة      |

## ألعاب القوى
200 متر رجال
- Dejan Jovković

- التصفيات - 21.77 (← لم يتأهل)

400 متر رجال
- Slobodan Branković

- التصفيات - 46.34
- ربع النهائي - 45.90 (← لم يتأهل) 

800 متر رجال
- Slobodan Popović

- التصفيات - 1: 49.69 (← لم يتأهل)

وثب عالي رجال
- Dragutin Topić

- التصفيات - 2.26 م
- النهائي - 2.28 م (← المركز التاسع)

- Stevan Zorić

- التصفيات - 2.15 م (← لم يتأهل)

رمي الجلة رجال
- Dragan Perić

- التصفيات - 20.24 م
- النهائي - 20.32 م (← المركز السابع)

100 متر حواجز سيدات
- Elizabeta Pavlovska

- التصفيات المؤهلة - 14.26 (← لم تتأهل)

10000 متر سيدات
- Suzana Ćirić

- التصفيات المؤهلة - 33 : 42 . 26 (← لم تتأهل)

الوثب الطويل للسيدات
- Tamara Malešev

- التصفيات - 6.35 م (← لم تتأهل)

## التجديف بالقوارب
كاياك فردي رجال، 500 متر
- Žarko Vekić

- التصفيات المؤهلة - 1 : 51 . 44
- ملحق - 1 : 55 . 32 (← لم يتأهل)

كاياك فردي رجال، 1000 متر
- Srđan Marilović

- التصفيات المؤهلة - 3 : 50 . 02
- ملحق - 3 : 45 . 52 (← لم يتأهل)

كاياك زوجي رجال، 1000 متر
- Srđan Marilović and  Žarko Vekić

- التصفيات المؤهلة - 3 : 31 . 69
- ملحق - 3 : 38 . 17 (← لم يتأهل)

فردي الكاياك رجال، التزلج المتعرج
- وصلة=|حدود|17x17بكلازار بوبوفسكي
  - 123.82 (الجولة 1: 2: 03. 82 ، 0 نقطة، الجولة 2: 2: 05. 72 ، 10 نقاط، المركز 34)
- وصلة=|حدود ميلان تشورديفيتش
  - 156.28 (الجولة 1: DNF ، 0 نقطة، الجولة 2: 2: 26. 28 ، 10 نقاط، المركز 39)

فردي الرجال الكندي، التزلج المتعرج
- وصلة=|حدودلازو ميلوفيتش
  - 170.22 (الجولة 1: لم تنته، 55 نقطة، الجولة 2: 2: 35. 22 ، 15 نقطة، المركز 31)

## ركوب الدراجات
تنافس خمسة راكبي دراجات ذكور كمشاركين أولمبيين مستقلين في عام 1992.
سباق الطريق للرجال
- Aleksandar Milenković — +0:35 (→ المركز 42)
- Radiša Čubrić — +9:53 (→ المركز 78)
- Mikoš Rnjaković — لم ينهي السباق

سباق الزمن فرق الرجال
- وصلة=|حدودميتشو بركوفيتش ،وصلة=|حدود ألكسندر ميلينكوفيتش ،وصلة=|حدود ميكوش رنياكوفيتش ،وصلة=|حدود دوشان بوبيسكوف
  - 2:14:37 - المركز الثامن عشر

سباق نقاط الرجال
- Dušan Popeskov

- الجولة 1 - لم تنتهي

## مبارزة
تنافست إحدى المبارزات كمشاركة أولمبية مستقلة في عام 1992.
سيف الشيش فردي السيدات
- Tamara Savić-Šotra → المركز 31

## الجودو
وزن الخفيف للرجال
- Miroslav Jočić

وزن متوسط الثقيل رجال
- Dano Pantić

وزن الثقيل رجال
- Mitar Milinković

وزن الريشة للسيدات
- Leposava Marković

## الجمباز الإيقاعي
فردي سيدات
- Majda Milak

- التصفيات - 35.675 نقطة (طوق - 9.100 نقطة، حبل - 9.000 نقطة، صولجان - 8.600 نقطة، الكرة - 8.975 نقطة) (المركز 32 بشكل عام، لم تتأهل) 

- Kristina Radonjić

- التصفيات - 35.600 نقطة (طوق - 9.000 نقطة، حبل - 8.700 نقطة، صولجان - 8.800 نقطة، الكرة - 9.100 نقطة) (المركز 33 بشكل عام، لم تتأهل)

## تجديف
أزواج كوكسليس للرجال
- Vladimir Banjanac and  Lazo Pivač

- التصفيات: 7: 08. 35 (الخامس في التصفيات 1 ، تأهلو للتكرار)
- الملحق: 6: 54. 76 (الثالث في الملحق، تأهلو إلى النهائي C)
- النهائي C : 6 : 44 . 52 (الثاني في النهائي C ، الرابع عشر بشكل عام)

## الرماية
البندقية الهوائية 10 م رجال
- Goran Maksimović

- التصفيات: 592 نقطة (الثاني بشكل عام مؤهل)
- النهائي: 98.6 نقطة (المجموع: 690.6) ← المركز الخامس

- Nemanja Mirosavljev

- التصفيات: 587 نقطة (المرتبة 18 ، لم يتأهل)

البندقية الهوائية العرضية 50 م رجال
- Stevan Pletikosić

- التصفيات: 597 نقطة (الثالث بشكل عام، مؤهل)
- النهائي: 104.1 نقطة (المجموع: 701.1) →وصلة= الميدالية البرونزية

- Goran Maksimović

- التصفيات: 591 نقطة (المركز 31 ، لم يتأهل)

الرجال 50 متر بندقية 3 مناصب
- Nemanja Mirosavljev

- التصفيات: 1163 نقطة (الانبطاح: 397 نقطة، الوقوف: 374 نقطة، الركوع: 392 نقطة) (المركز التاسع بشكل عام، لم يتأهل)

- Goran Maksimović

- التصفيات: 1158 نقطة (الانبطاح: 396 نقطة، الوقوف: 379 نقطة، الركوع: 383 نقطة) (المركز السابع عشر بشكل عام، لم يتأهل)

البندقية الهوائية 10 م سيدات
- Aranka Binder

- التصفيات: 393 نقطة (5th, مؤهلة)
- النهائي: 102.1 نقاط (مجموع: 495.1) →  الميدالية البرونزية

- Lidija Mihajlović

- التصفيات: 389 نقطة (17 إجماليًا، لم تتأهل)

50 م سيدات - 3 مواضع بندقية
- Aleksandra Ivošev

- التصفيات: 577 نقطة (منبطح: 198 نقطة، الوقوف: 198 نقطة، الركوع: 190 نقطة) (المركز الرابع عشر بشكل عام، لم تتأهل)

- Lidija Mihajlović

- التصفيات: 565 نقطة (الانبطاح: 192 نقطة، الوقوف: 182 نقطة، الركوع: 191 نقطة) (المركز 33 بشكل عام، لم تتأهل)

المسدس الهوائي 10 م سيدات
- Jasna Šekarić

- التصفيات: 389 نقاط (1 عموما، مؤهلة)
- النهائي: 97.4 نقاط (مجموع: 486.4) →  الميدالية الفضية

- Eszter Poljak

- التصفيات: 369 نقطة (إجمالي 42 ، لم تتأهل)

مسدس 25 م سيدات
- Jasna Šekarić

- التصفيات: 583 نقطة (الخامس بشكل عام، مؤهلة)
- النهائي: 93 نقطة (المجموع: 676) ← السادس

## سباحة
50 متر حرة رجال
- Mladen Kapor

- التصفيات المؤهلة - 23. 42 (← لم يتأهل)

100 متر حرة رجال
- Mladen Kapor

- التصفيات المؤهلة - 51. 44 (← لم يتأهل)

100 متر فراشة رجال
- Kire Filipovski

- التصفيات المؤهلة - 56. 68 (← لم يتأهل)

200 متر فراشة رجال
- Kire Filipovski

- التصفيات المؤهلة - 2: 08. 71 (← لم يتأهل)

100 متر ظهر سيدات
- Darija Alauf

- التصفيات المؤهلة - 1: 06. 81 (← لم تتأهل)

200 متر ظهر سيدات
- Darija Alauf

- التصفيات المؤهلة - 2: 22. 07 (← لم تتأهل)

100 متر فراشة سيدات
- Nataša Meškovska

- التصفيات المؤهلة - 1: 04. 16 (← لم تتأهل)

200 متر فراشة سيدات
- Nataša Meškovska

- التصفيات المؤهلة - 2: 16. 54 (← لم تتأهل)

## السباحة الايقاعية
تنافس ثلاثة سباحات متزامنين كمشاركات أولمبيات مستقلات في عام 1992.
سيدات منفرد
- Marija Senica
- Maja Kos
- Vanja Mičeta

دويتو نسائي
- Maja Kos
- Vanja Mičeta

## تنس طاولة
- Ilija Lupulesku
- Zoran Kalinić
- Slobodan Grujić
- Jasna Fazlić-Reed
- Gordana Perkučin

## تنس
رجال
| رياضي              | الجنسية | الفعالية | جولة 64                                              | الجولة 32     | الجولة 16     | ربع النهائي    | نصف النهائي   | النهائي / BM  | النهائي / BM |
| رياضي              | الجنسية | الفعالية | منافس النتيجة                                        | منافس النتيجة | الخصم النتيجة | االخصم النتيجة | الخصم النتيجة | الخصم النتيجة | رتبة         |
| ------------------ | ------- | -------- | ---------------------------------------------------- | ------------- | ------------- | -------------- | ------------- | ------------- | ------------ |
| Srđan Muškatirović | تقلى    | الفردي   | خايمي أونسينس (البرازيل) · L 6:7, 6:4, 1:6, 6:4, 1:6 | لم يتأهل      | لم يتأهل      | لم يتأهل       | لم يتأهل      | لم يتأهل      | لم يتأهل     |

## مصارعة
57- حرة للرجال كلغ
- وصلة=|حدودزوران دوروف
  - المجموعة أ
    - خسر أمام يورغن شايب ( ألمانيا ) (2-6)
    - خسر أمام رومين بافلوف ( BUL ) بالاسقاط

  - السابع، لم يتأهل

المصارعة اليونانية الرومانية للرجال
- Senad Rizvanović
- Zoran Galović
- Nandor Sabo
- Željko Trajković
- Goran Kasum
- Pajo Ivošević
- Miloš Govedarica
- Milan Radaković

## روابط خارجية
- "Olympic Results". International Olympic Committee. مؤرشف من الأصل في 2023-04-07.
- "Individual Olympic Athletes". Olympedia.com. مؤرشف من الأصل في 2023-03-21.
- "Olympic Analytics/IOA". olympanalyt.com. مؤرشف من الأصل في 2022-06-29.